# Le canzonissime
Le canzonissime è un album di Daniela Goggi, pubblicato dall'etichetta CGD nel 1987.
Nella primavera del 1987 Daniela Goggi prende parte alla trasmissione televisiva Canzonissime, condotta con grande successo da sua sorella Loretta su Rai 1. All'interno del programma la cantante si ritaglia uno spazio tutto suo, dedicato ai più piccoli, inventando il personaggio di Discolina, sorta di fatina intenta a proporre canzoni per bambini e sigle dei cartoni animati e telefilm.
Gli arrangiamenti vennero curati interamente da Renato Pareti, anche produttore esecutivo dell'album, e vi prese parte ai cori il Gruppo Canoro Antonellino di Pistoia.
L'album fu pubblicato in una sola edizione in LP con numero di catalogo CGD 20650 e rappresenta a tutt'oggi l'ultimo album di inediti della cantante prima del suo ritiro dal mondo dello spettacolo.

## Tracce
1. Discolina – 3:02
2. Sandokan – 4:03
3. Remi – 2:51
4. Furia – 3:27
5. Ufo robot – 3:35
6. Cicale – 3:53
7. Carletto – 4:08
8. Il ballo del qua qua – 3:27
9. La tartaruga – 4:27
10. Heidi – 2:57
11. Oba-ba-lu-uba – 4:27
12. Isotta – 2:57